# John A. McDowell
John A. McDowell (Killbuck (Ohio), 25 septembre 1853 - Cleveland, 2 octobre 1927) est un homme politique américain.